# Liv Strömquist
Liv Strömquist (Lund, 3 de fevereiro de 1978) é uma quadrinista e apresentadora de rádio sueca.

## Vida e carreira
Strömquist nasceu em Lund e cresceu em Ravlunda, na região de Österlen, no sul da Suécia. Atualmente mora em Malmö. Já aos cinco anos de idade, ela fazia seus próprios quadrinhos, mas parou até começar a desenhar aos 23 anos. Sua colega de apartamento fez com que ela se interessasse por fanzines em quadrinhos. Com Rikedomen, ela publicou seu primeiro fanzine próprio.  
Strömquist estudou sociologia na Universidade de Lund e obteve um diploma em ciências políticas na Universidade de Malmö .  Em 2016, Strömquist recebeu um doutorado honorário da Universidade de Malmö.  Seus quadrinhos tratam principalmente de questões sociopolíticas de uma perspectiva feminista e de esquerda . São ensaios satíricos sobre poder e injustiças.   

Sua descoberta como artista de quadrinhos veio com seu primeiro álbum, Hundra procent fett ("Cem por cento gordura"), publicado em 2005.  Publica regularmente na revista de quadrinhos Galago em diversas revistas e jornais como Dagens Nyheter, Dagens Arbete, Bang, Aftonbladet e Ordfront Magasin .   Ela desenhou a capa do álbum de 2013 Shaking the Habitual da banda The Knife; também fez uma história em quadrinhos para o site da banda, que retratava a desigualdade de renda de forma satírica.

### Sucesso internacional
A maioria de seus livros foi traduzida para diversas línguas. Kunskapens frukt  ( pt: O Fruto Proibido/ Br: A Origem do Mundo) sobre o tabu da menstruação e da vulva na sociedade também foi traduzido para o búlgaro, catalão, croata, tcheco, dinamarquês, holandês, inglês, finlandês, galego, grego, italiano, japonês, coreano, macedônio, polonês, português, russo, esloveno, espanhol, turco e ucraniano.

Desde 2005 Strömquist trabalha para a estação de rádio jovem Sveriges Radio P3 . Esteve envolvida nos programas satíricos Tankesmedjan e Pang Prego . Juntamente com a autora Caroline Ringskog Ferrada-Noli, dirige o podcast En varg söker sin pod para o jornal Expressen.  No programa da SVT Liv och Horace i Europa, transmitido na primavera de 2016, ela viajou pela Europa junto com Horace Engdahl e discutiu a vida de vários autores. 

## Prêmios

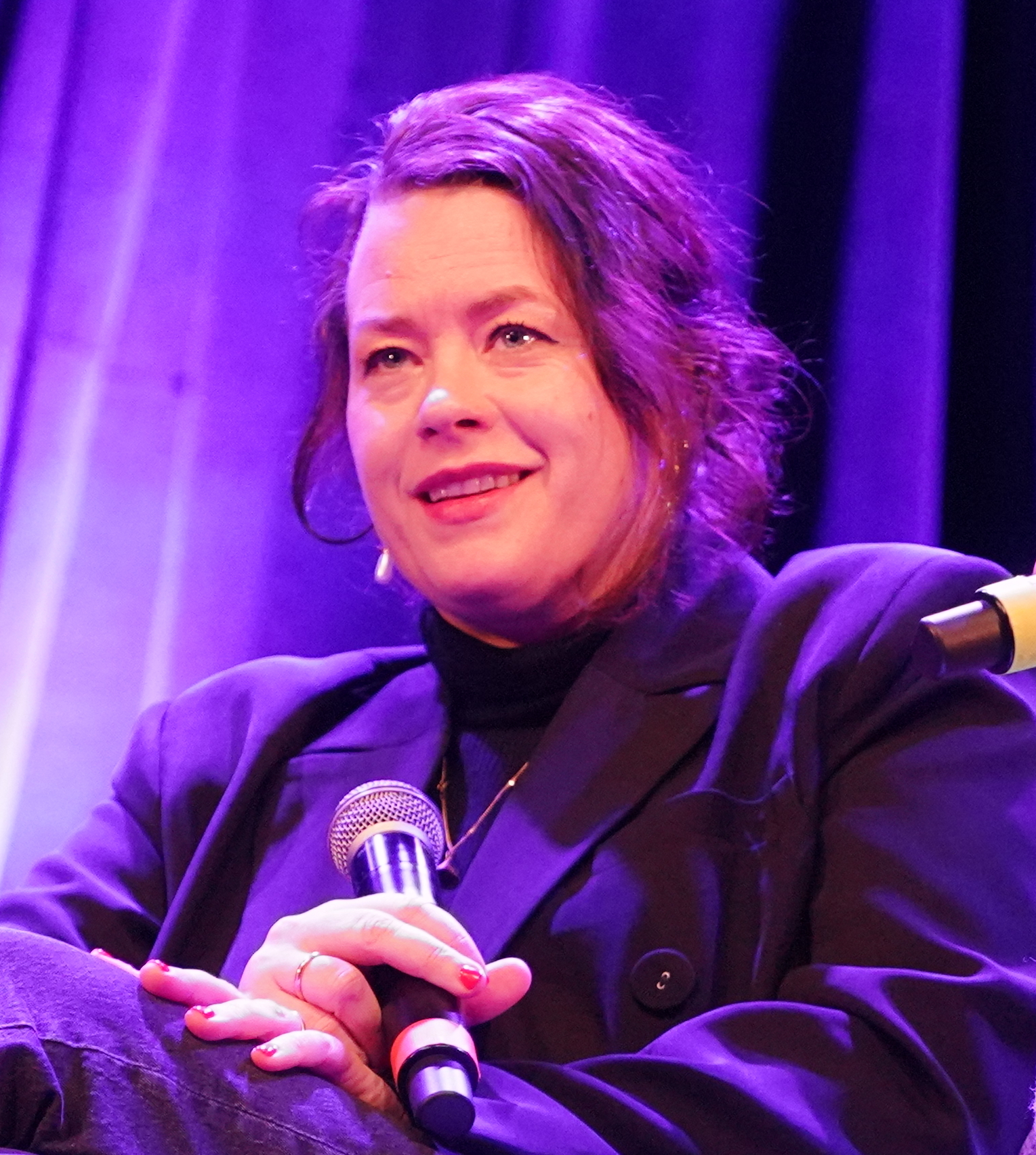
Strömquist, em 2025

- Prêmio Adamson 2012
- Prêmio EWK 2013
- Kolla! [15] 2020

## Obras
- Hundra procent fett. Ordfront/Galago 2005.
- Drift. Kolik förlag 2007 (com Jan Bielecki).
- Einsteins fru. Ordfront/Galago 2008.
- Prins Charles Känsla. Ordfront/Galago 2010.
- Ja till Liv!. Ordfront/Galago 2011.
- Månadens moderat Kalender 2013. Ordfront Förlag 2013.
- Kunskapens frukt. Ordfront/Galago 2014. ( pt: O Fruto Proibido, Bertrand Editora, 2021/ Br: A Origem do Mundo; Quadrinhos na Cia., 2018)
- Kära Liv och Caroline. Natur & Kultur 2015 (com Caroline Ringskog Ferrada-Noli).
- Uppgång & Fall. Ordfront/Galago 2016.
- Den rödaste rosen slår ut. Ordfront/Galago 2019. (pt: Não Sinto nada; 2024, Cultura Editora/Br: A rosa mais vermelha desabrocha; 2019, Quadrinhos na Cia.)
- Inne i spegelsalen. Norstedts 2021. (br: Na sala dos espelhos; 2023, Quadrinhos na Cia)
- Liv Strömquists astrologi. Norstedts 2022.
- Pythian pratar. Norstedts 2024.